# Neolamprologus pleuromaculatus
Neolamprologus pleuromaculatus är en fiskart som först beskrevs av Ethelwynn Trewavas och Max Poll 1952.  Neolamprologus pleuromaculatus ingår i släktet Neolamprologus och familjen Cichlidae. IUCN kategoriserar arten globalt som livskraftig. Inga underarter finns listade i Catalogue of Life.